# Çiçekoğlu
Çiçekoğlu is een Turks dorp in het district Gemerek in de provincie Sivas.